# 凝毛杜鹃
凝毛杜鹃（学名：Rhododendron phaeochrysum var. agglutinatum）为杜鹃花科杜鹃花属下的一个变种。

## 扩展阅读
- 維基物種上的相關：凝毛杜鹃